# Fort Wayne Mad Ants 2010-2011
La stagione 2010-11 dei Fort Wayne Mad Ants fu la 4ª nella NBA D-League per la franchigia.
I Fort Wayne Mad Ants arrivarono terzi nella Eastern Conference con un record di 24-26, non qualificandosi per i play-off.

## Roster
| N° | Naz.                   | Ruolo | Sportivo         | Anno | Alt. | Peso |
| -- | ---------------------- | ----- | ---------------- | ---- | ---- | ---- |
| 7  | Stati Uniti (bandiera) | G     | Corey Allmond    | 1988 | 188  | 82   |
| 9  | Stati Uniti (bandiera) | G     | Carlos English   | 1984 | 175  | 77   |
| 10 | Stati Uniti (bandiera) | G     | Roderick Wilmont | 1983 | 193  | 98   |
| 11 | Stati Uniti (bandiera) | G     | Walker Russell   | 1982 | 183  | 77   |
| 14 | Stati Uniti (bandiera) | G     | Anthony Goods    | 1987 | 191  | 91   |
| 15 | Stati Uniti (bandiera) | G     | Chris Kramer     | 1988 | 191  | 98   |
| 17 | Stati Uniti (bandiera) | G     | Derek Raivio     | 1984 | 188  | 82   |
| 18 | Stati Uniti (bandiera) | A     | Wayne Chism      | 1987 | 206  | 111  |
| 19 | Stati Uniti (bandiera) | A     | Ron Howard       | 1982 | 196  | 91   |
| 21 | Stati Uniti (bandiera) | A     | Darnell Lazare   | 1985 | 203  | 109  |
| 22 | Nigeria (bandiera)     | G     | Obi Muonelo      | 1988 | 196  | 100  |
| 22 | Stati Uniti (bandiera) | A     | Ryan Wittman     | 1987 | 198  | 98   |
| 23 | Stati Uniti (bandiera) | AC    | Anthony Kent     | 1983 | 211  | 102  |
| 24 | Stati Uniti (bandiera) | G     | Oliver Lafayette | 1984 | 188  | 86   |
| 24 | Stati Uniti (bandiera) | A     | Adam Zahn        | 1984 | 203  | 107  |
| 32 | Stati Uniti (bandiera) | AC    | Chris Hunter     | 1984 | 211  | 113  |
| 34 | Stati Uniti (bandiera) | A     | Marvin Phillips  | 1983 | 201  | 104  |
| 42 | Stati Uniti (bandiera) | A     | Larry Sanders    | 1988 | 211  | 107  |

## Staff tecnico
- Allenatore: Joey Meyer
- Vice-allenatori: Mike Sanders, Steve Gansey
- Preparatore atletico: Mark Schlichtenmyer